# Ol Doinyo Lengai
Ol Doinyo Lengai – czynny wulkan w Tanzanii klasyfikowany jako stratowulkan. W języku masajskim nazwa ta oznacza Górę Boga. Masajowie z Kenii i Tanzanii wierzą, że w kraterze grzmi ich bóg Ngai, co czyni górę świętą. Wznosi się na wysokość 2960 m n.p.m. Jego dość poważna erupcja nastąpiła 9 sierpnia 1966.

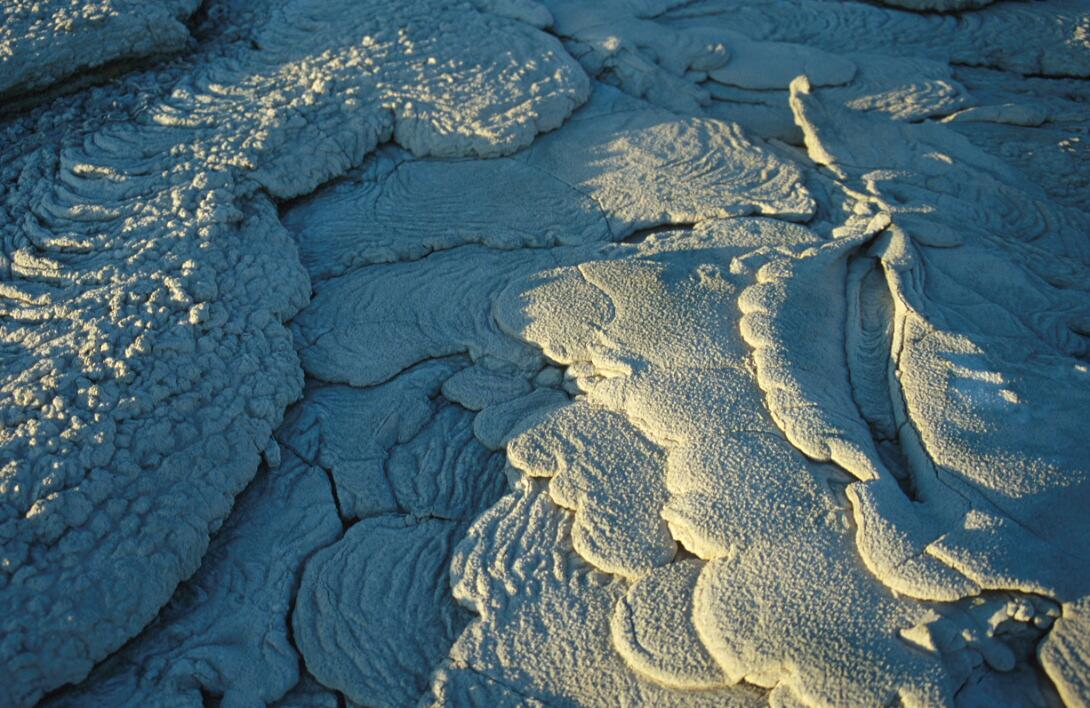
Lawa karbonatytowa wulkanu Ol Doinyo Lengai

Ol Doinyo Lengai to jedyny, a w zasadzie ostatni czynny wulkan karbonatytowy na Ziemi. Lawa wyrzucana przez Ol Doinyo Lengai jest karbonatytem – to skały magmowe, najczęściej głębinowe (hipabysalne, lub subwulkaniczne), rzadziej wylewne i ultrazasadowe. Nazwa pochodzi od składu mineralnego, który jest w ponad 50% reprezentowany przez węglany. Jeśli są zbudowane z kalcytu i dolomitu, to uzyskują nazwy w zależności od stosunku objętościowego obydwu składników. Lawa Ol Doinyo Lengai jest bogata w rzadkie węglany sodu i potasu, nyerereit i gregoryit. Z powodu tego niezwykłego składu, lawa wybucha w stosunkowo niskich temperaturach około 510°C (950°F). Temperatura ta jest tak niska, że stopiona lawa wydaje się czarna w słońcu, a nie ma czerwonego blasku wspólnego dla większości law. Jedynie nocą dla obserwatorów lawa staje się czerwona. Jest także dużo bardziej płynna niż lawa krzemianowa, często mniej lepka niż woda. Ta cienka, srebrzysta lawa może płynąć szybciej, niż człowiek może biegać. Po zastygnięciu powstała skorupa jest niestabilna i podatna na gwałtowne wietrzenie, szybko zmieniając kolor z czarnego na szary. Powstały wulkaniczny krajobraz różni się od każdego innego na świecie i sprawia wrażenie nieziemskości – obecności na innej planecie.
Wulkan był świadkiem początków ludzkości. Znajduje się na brzegu najważniejszych na świecie miejsc paleoantropologicznych – Wąwozu Olduvai, zbioru śladów hominidów sprzed 3,6 miliona lat w miejscu zwanym Laetoli oraz „dance hall” starożytnych śladów Homo sapiens w pobliżu wioski Engare Sero.
Zazwyczaj aktywność wulkanu ogranicza się do jego szczytu. Ale od czasu do czasu Góra Boga może ożywić się dramatycznie. 4 września 2007 r. wulkan wydmuchał widoczny z kosmosu pióropusz popiołu rozciągający się co najmniej na 11 mil w górę. Lawa biegnąca północnymi i zachodnimi zboczami Ol Doinyo Lengai objęła znaczny obszar wokół góry.